# Palazzo delle Congregazioni

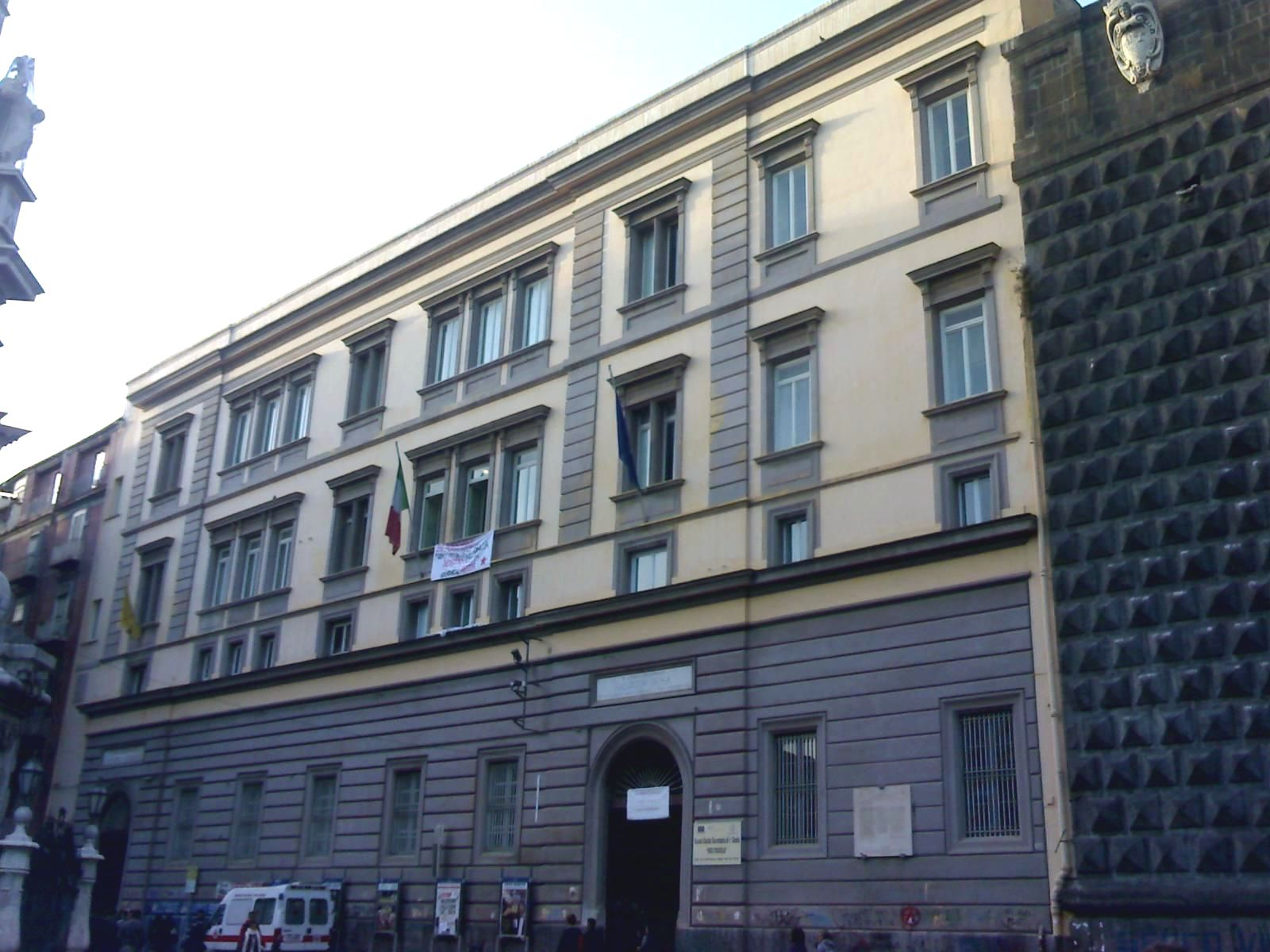
Palazzo delle Congregazioni in Neapel

Der Palazzo delle Congregazioni ist ein Palast aus dem 16. und 17. Jahrhundert im Viertel San Giuseppe von Neapel in der italienischen Region Kampanien. Er liegt an der Piazza del Gesù Nuovo, links neben der Kirche Gesù Nuovo. Dort hat das Liceo Classico „Antonio Genovesi“ seinen Sitz. Der Palast bildet zusammen mit der Kirche und der Casa Professa dei Padri Gesuiti die sogenannte „Jesuiteninsel“, also den Komplex der Jesuiten, der 1584 im Palazzo Sanseverino gegründet wurde.

## Geschichte

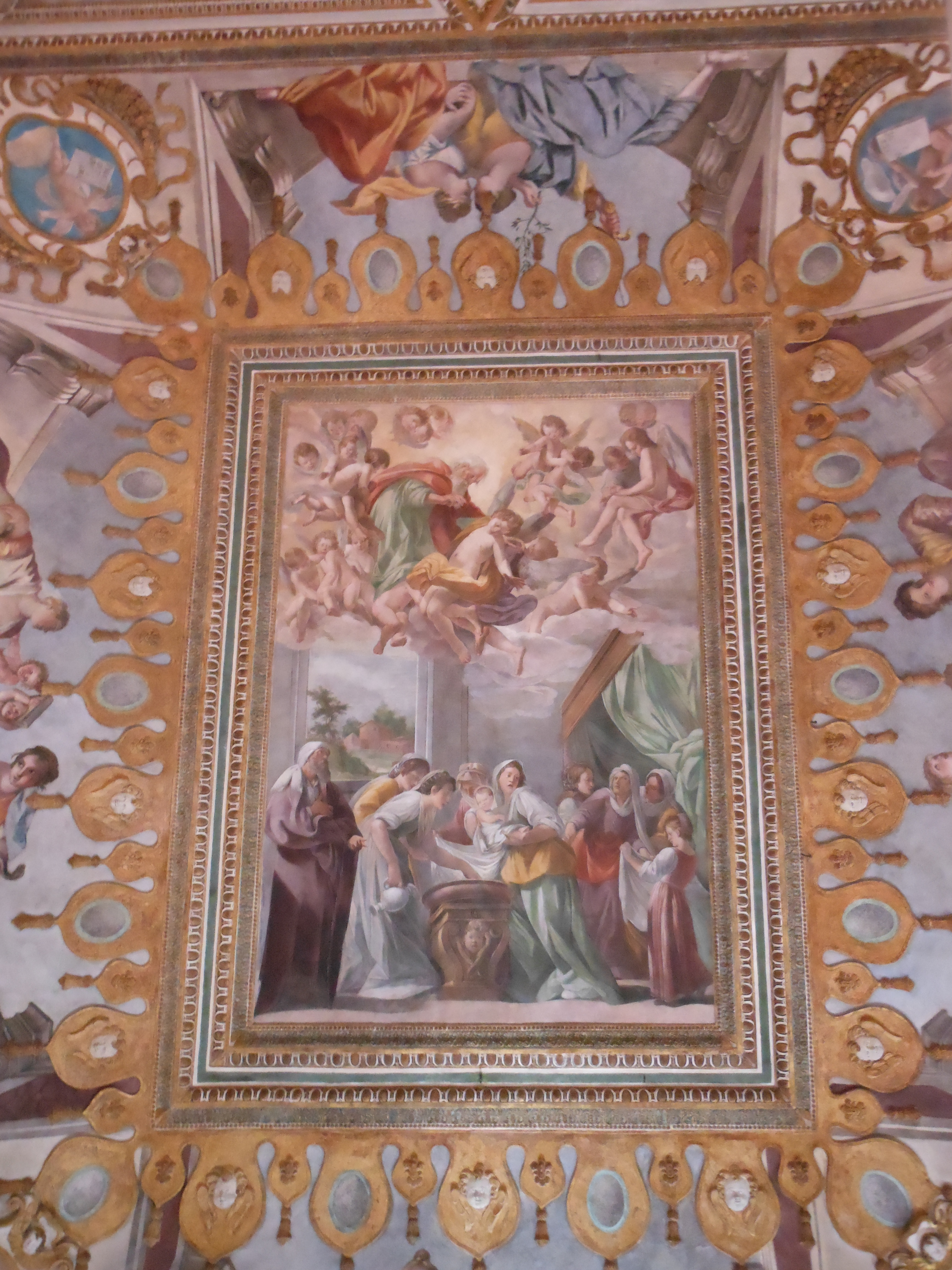
Natività von Battistello Caracciolo im Oratorio dei Nobili

Der Palast wurde als Sitz verschiedener Laienkongregationen unter der Leitung der Jesuiten projektiert. Sein Bau begann 1592.
Laut Carlo Celano (1625–1693) gab es ursprünglich im Palast fünf Oratorien oder Kongregationen:
- Oratorio dei Nobili oder Oratorio dei Cavalieri (für Adlige oder Ritter)
- Oratorio dei Ragazzi nobili (für adlige Knaben)
- Oratorio degli Artigiani, später Oratorio delle Dame (für Handwerker, später für Damen)
- Oratorio dei Dottori e dei Mercanti (für Doktoren und Kaufleute)
- Oratorio dei Borghesi (für Bürger)

1888 wurde der Palast Sitz des Liceo Classico „Antonio Genovesi“, der drittältesten weiterführenden Schule in Neapel.

## Beschreibung
Der Palast hatte bis zum Ende des 19. Jahrhunderts nur ein Stockwerk und eine sehr einfache Fassade, wie Stiche und Lithografien vorhergehender Jahrhunderte bezeugen. Mit der Erweiterung des Palastes wurde die Fassade mit neuromanischen Motiven neu gestaltet.
Es gibt zwei Eingangsportale, die beide von Tympana gekrönt waren, die aber bei der Neugestaltung der Fassade entfernt wurden. Das erste Portal ist der Eingang zur weiterführenden Schule, die den größten Teil des Palastes belegt, insbesondere den Teil zur Piazza del Gesù Nuovo und die drei künstlerischen Zeugnisse, die uns überliefert sind.
Der andere Eingang vermittelt den Zugang zum Innenhof, an den das linke Querschiff der Kirche Gesù Nuovo mit seiner Verkleidung in Bossenwerk angrenzt. Durch den Hof gelangt man in die Mittelschule „Ugo Foscolo“.
Vom Zugangsvestibül des Innenhofes aus gelangt man auf der rechten Seite zum Oratorio dei Mercanti, das noch immer den Jesuiten gehört und Sala Valeriano genannt wird, weil Giuseppe Valeriano der Architekt war, der den Palazzo Sanseverino in die Kirche umwandelte.
Im Inneren des Lyzeums, entlang des Treppenhauses gibt es ein Denkmal an die Gefallenen des Ersten Weltkrieges, die im Lyzeum unterrichtet wurden: Darunter waren der „Dichtersoldat“ Enzo Petraccone und der Flieger Ugo Niutta, nach dem der Flughafen Neapel benannt wurde. Das Denkmal ist mit Gewehren und Helmen aus diesen Jahren verziert.
Die bis heute erhaltenen, historischen Elemente sind (speziell wegen des künstlerischen Erbes) das Oratorio dei Nobili und seine Sakristei und das Oratorio delle Dame. Deren Restaurierung wurde 2012 nach etlichen Jahren abgeschlossen. Zu erwähnen sind schließlich die Sale del Bugnato, zwei große Säle, in denen auf der rechten Seite das besondere, pyramidenförmige Bossenwerk der Fassade der Kirche Gesù Nuovo gezeigt wird.

### Sakristei desOratorio dei Nobili

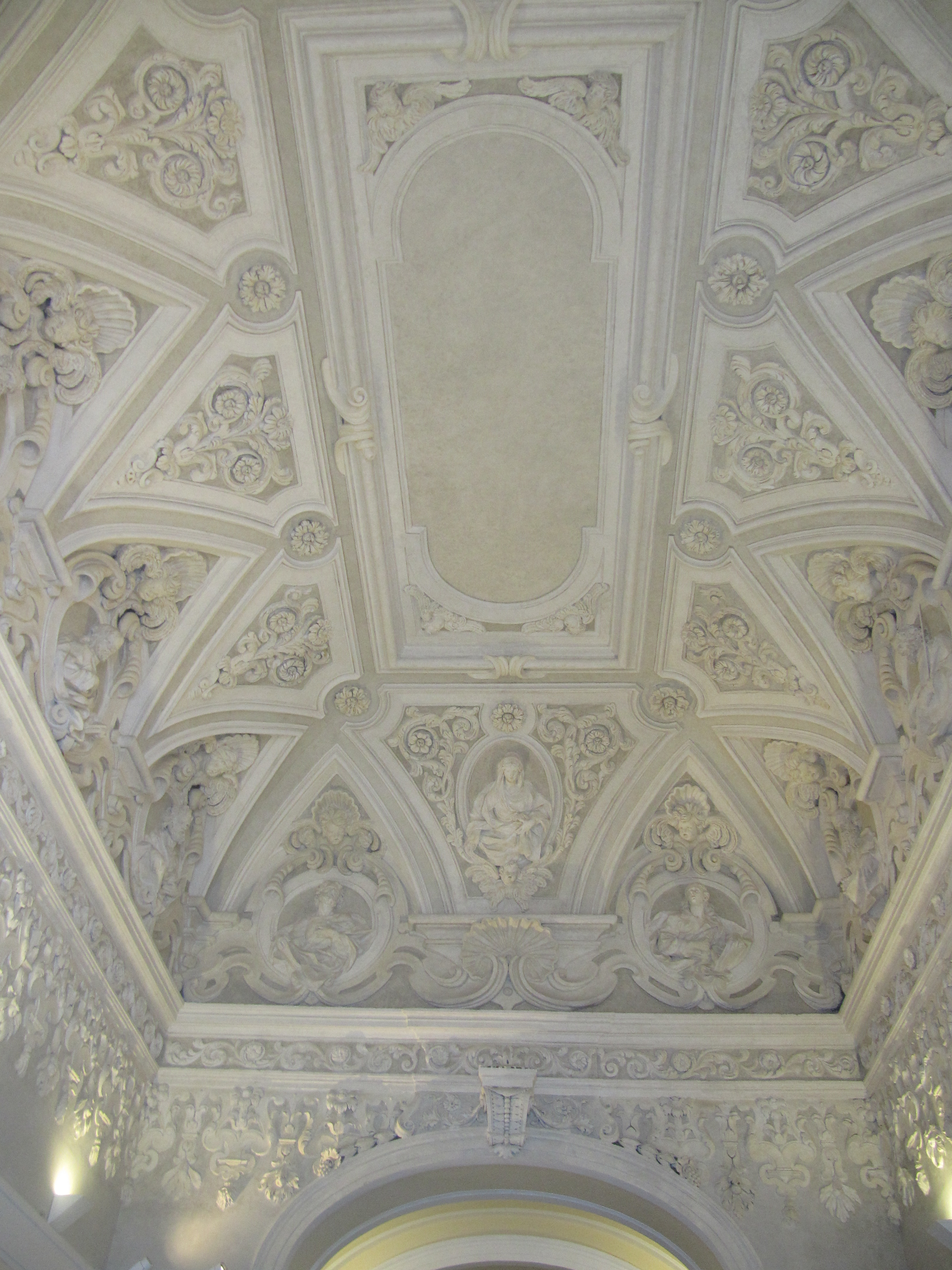
Die Stuckarbeiten in der Sakristei des Oratorio dei Nobili, heute Eingangsatrium des Liceo Classico „Antonio Genovesi“

Der erste Raum, in den man eintritt, wenn man das Portal des Lyzeums passiert hat, ist heute der Empfangssalon. Dessen Dekorationen wurden 1682 von Simone Mano nach Vorlagen von Giovan Domenico Vinaccia geschaffen, der die Büsten von Christus, Maria und den Aposteln, umgeben von einem reichen, dicken Band ornamentaler Stuckarbeiten, projektierte.
An der linken Wand befindet sich die Büste von Antonio Genovesi, die dort 1905 aufgestellt wurde, und die Bronzetafel aus der Zeit des Faschismus des sogenannten Bollettino della Victoria (dt.: Siegesbulletin) des Generals Armando Diaz während des Ersten Weltkrieges. An der rechten Wand hängt die Steintafel zur Erinnerung an Giuseppe Orsi und Giuseppe Fiorentino, Helden des italienisch-türkischen Krieges, die in dem Lyzeum unterrichtet worden waren.

### DasOratorio dei Nobili
Das Oratorio dei Nobili ist der zweite Raum, auf den man trifft: Dort sind die Fresken, die Giovanni Lanfranco 1646 schuf und auf denen die Verkündigung Mariens und die Figuren der Heiligen Petrus und Paulus, Gennaro, Nikolaus, Maria Magdalena und Maria von Ägypten abgebildet sind. In der Mitte der Decke gibt es ein großartiges Fresko, eingerahmt von der Geburt Mariens von Battistello Caracciolo, ausgeführt zwischen 1625 und 1630 und umgeben von allegorischen Figuren.
Das Oratorio dei Nobili wird heute als große Aula des Liceo Classico „Antonio Genovesi“ vorbereitet.

### DasOratorio delle Dame
Im Oratorio delle Dame, das zur Bibliothek des Lyzeums werden sollte, gibt es an der Gewölbedecke Fresken von Belisario Corenzio. Die Fresken, die um 1640 ausgeführt wurden, sind in Quadrate unterteilt, die gesamte Decke bedecken; auf den größten sind Szenen abgebildet, die mit der Geschichte Mariens zu tun haben: Die Geburt, die Krönung und die Unbefleckte Empfängnis. Auf den Lünetten sind ebenfalls Szenen aus dem Leben Marias abgebildet. Schließlich verherrlichen Putten in Medaillons und symbolische Figuren die Tugenden Marias.